# Inspiración (película de 1946)
Inspiración es una película en blanco y negro de Argentina dirigida por Jorge Jantus con la supervisión de Enrique Cahen Salaberry sobre el guion de Manuel Agromayor y Alfredo de la Guardia que se estrenó el 26 de septiembre de 1946 y que tuvo como protagonistas a Francisco de Paula, José Olarra, María Esther Podestá y Silvana Roth.

## Sinopsis
Película sobre la biografía del músico Franz Schubert.

## Reparto
- María Armand
- Carlos Bellucci
- Esther Bence
- Ricardo Castro Ríos
- María Concepción César
- Alberto de Mendoza
- Francisco de Paula
- Raúl del Valle
- María Esther Gamas
- Carmen Giménez
- Fernando Heredia
- Marcelo Lavalle
- Linda Lorena
- Marcial Manent
- Domingo Mania
- Andrés Mejuto
- José Olarra
- María Esther Podestá
- Silvana Roth
- Salvador Sinaí
- Domingo Mania

## Comentarios
Para la crónica de Noticias Gráficas es una “Delicada evocación romántica” en tanto Roland opinó del filme:

”Vida deshumanizada de Schubert en ritmo de opereta. Poca inspiración…no tiene argumento…impresiona como un manual infantil con biografías ilustradas dedicado a Schubert.”